# Eisothistos adcentralis
Eisothistos adcentralis är en kräftdjursart som beskrevs av Knight-Jones 2002. Eisothistos adcentralis ingår i släktet Eisothistos och familjen Expanathuridae. Inga underarter finns listade i Catalogue of Life.